# Сен-Шели-д’Обрак
Сен-Шели́-д’Обра́к (фр. Saint-Chély-d'Aubrac, окс. Sanch Èli d'Aubrac) — коммуна во Франции, находится в регионе Окситания. Департамент — Аверон. Административный центр кантона Сен-Шели-д’Обрак. Округ коммуны — Родез.
Код INSEE коммуны — 12214.
Коммуна расположена приблизительно в 480 км к югу от Парижа, в 165 км северо-восточнее Тулузы, в 39 км к северо-востоку от Родеза.

## Население
Население коммуны на 2008 год составляло 549 человек.
| 1962 | 1968 | 1975 | 1982 | 1990 | 1999 | 2008 |
| ---- | ---- | ---- | ---- | ---- | ---- | ---- |
| 820  | 726  | 606  | 556  | 547  | 532  | 549  |

## Экономика
В 2007 году среди 296 человек в трудоспособном возрасте (15—64 лет) 218 были экономически активными, 78 — неактивными (показатель активности — 73,6 %, в 1999 году было 72,8 %). Из 218 активных работали 206 человек (111 мужчин и 95 женщин), безработных было 12 (3 мужчин и 9 женщин). Среди 78 неактивных 8 человек были учениками или студентами, 47 — пенсионерами, 23 были неактивными по другим причинам.

## Достопримечательности
- Средневековый мост Пелерен через реку Боральд. Памятник истории с 2005 года[3]
- Башня Боннефон (XV век). Памятник истории с 1979 года[4]
- Церковь Нотр-Дам-де-Повр (XIII—XIV века). Памятник истории с 1925 года[5]
- Плато Обрак

## Фотогалерея

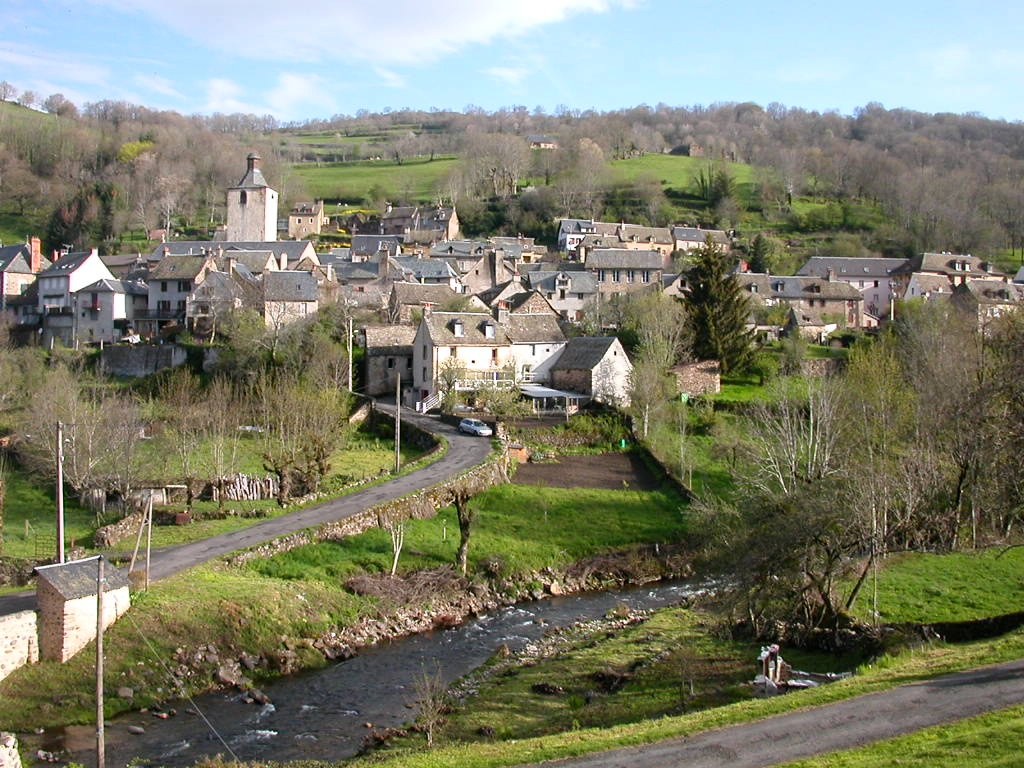
Сен-Шели-д’Обрак
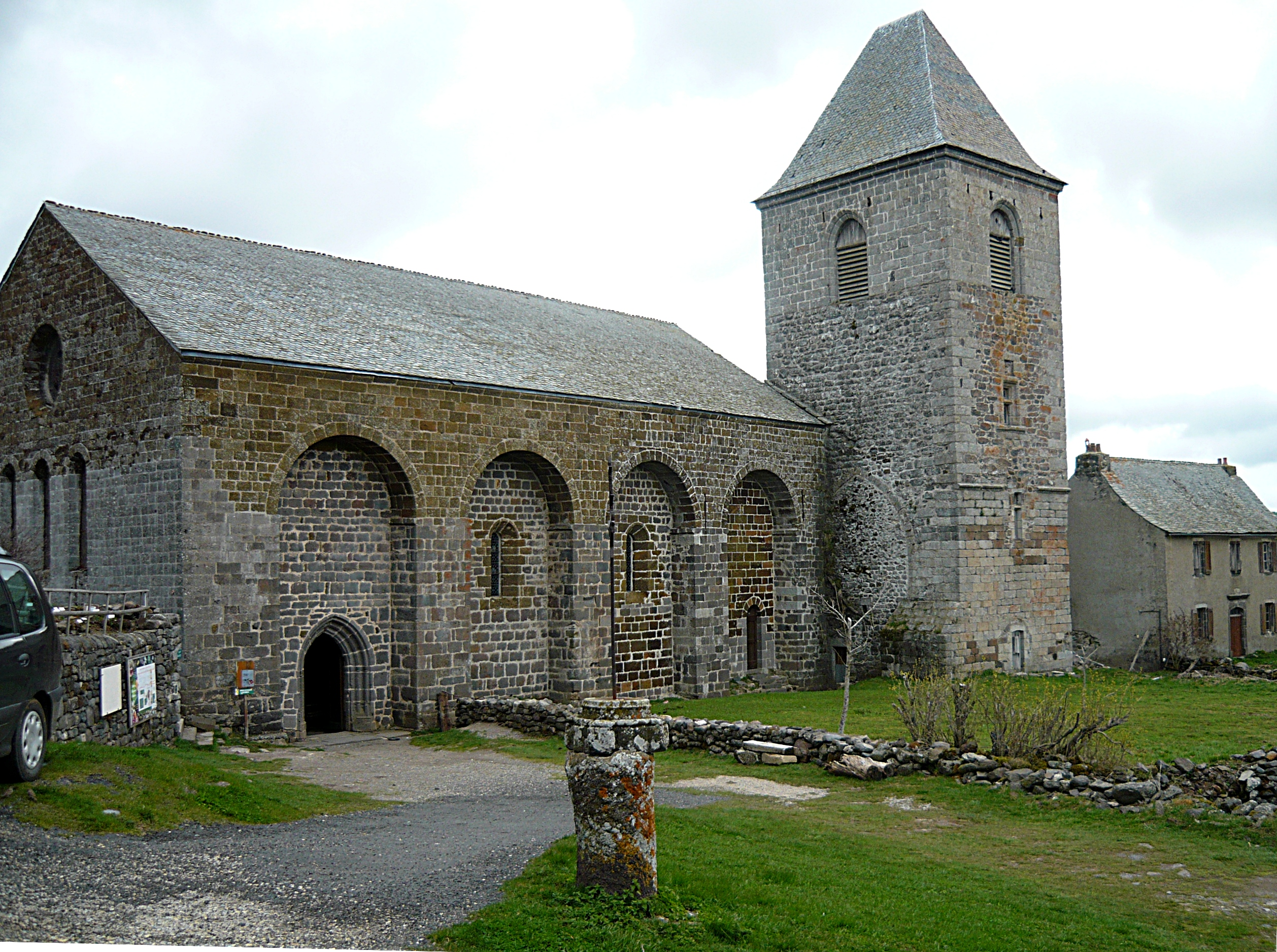
Церковь
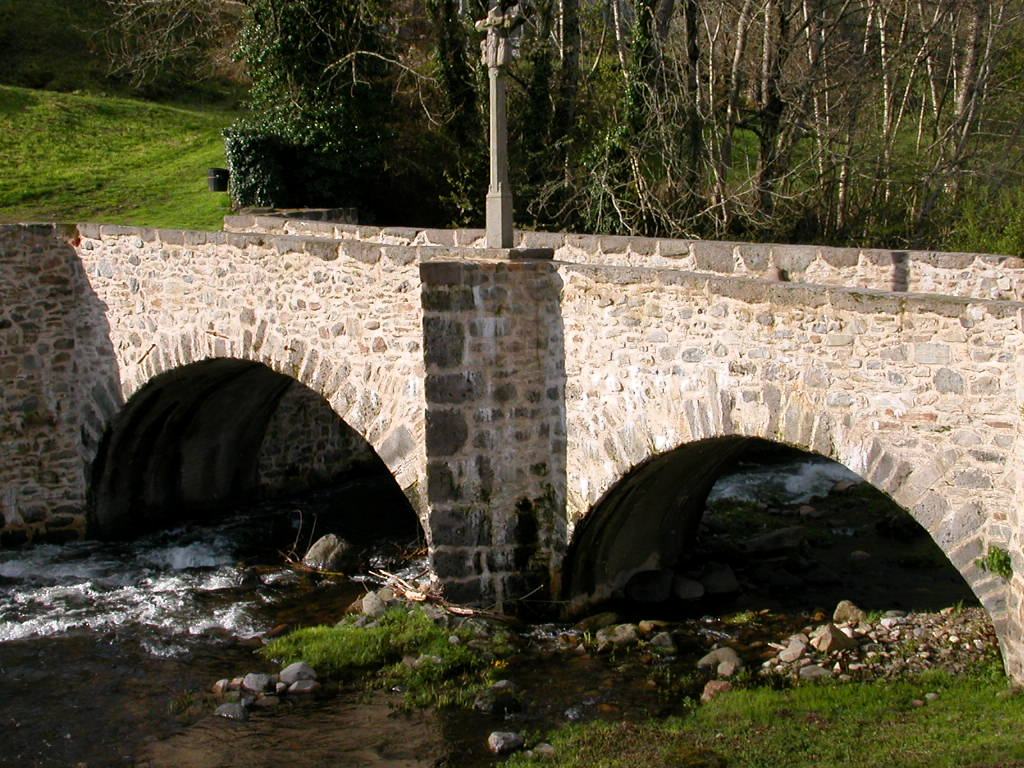
Мост через реку Боральд
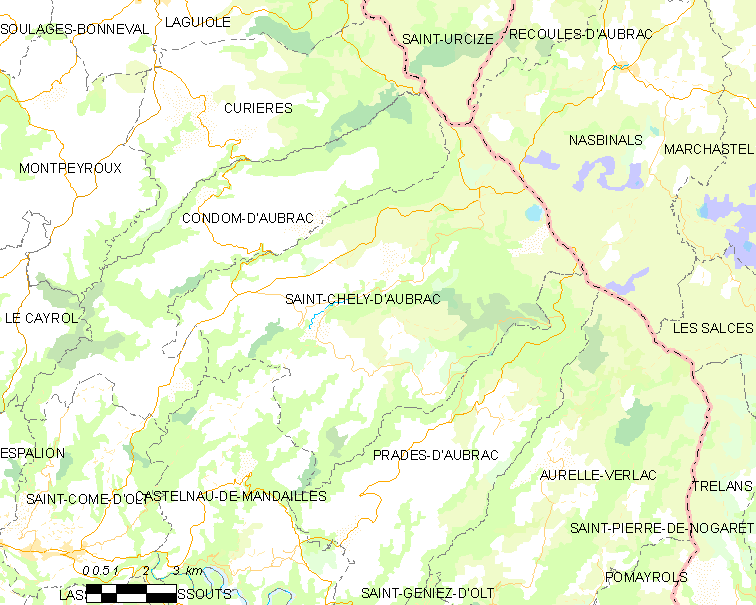
Карта коммуны